# Audi A4 allroad quattro
En 2009, la gamme Audi Allroad Quattro s'élargit avec l'apparition de l'A4 Allroad Quattro, présentée au salon de Genève. L'Audi A4 allroad quattro est la version tout-terrain de l'Audi A4 Avant. La première génération, basée sur l'A4 B8, est arrivée sur le marché au printemps 2009. À l'automne 2011, il a fait peau neuve. La deuxième génération, basée sur l'Audi A4 B9, a été présentée au Salon international de l'automobile d'Amérique du Nord en janvier 2016.
L'Audi A4 allroad quattro se distingue de l'A4 Avant standard par sa transmission intégrale, une garde au sol augmentée à 180 mm et des ailes avant et arrière évasées et protégées. Il est particulièrement reconnaissable à la protection anti-encastrement en acier inoxydable à l'avant et à l'arrière et à la calandre argentée.

## A4 B8 allroad quattro (2009-2016)
Cette version est la fois une alternative à l'A4 Avant, et un choix plus discret que l'Audi Q5.
Audi a utilisé la même recette que pour l'A6 Allroad en lui donnant un aspect extérieur Off Road : boucliers avant et arrière plus agressifs et non-peints, protection des passages de roues par des extensions d'ailes, sabots de protection en aluminium à l'avant comme à l'arrière, baguettes en aluminium plus proéminentes courant sur les bas de caisse latéraux (et pour ceux qui le souhaitent, en option, la peinture intégrale dans la couleur de la carrosserie des éléments non-peints est possible). Sa hauteur est relevée de 180 mm, facilitant l'accès à bord.
L'Audi A4 Allroad Quattro emprunte son esthétique à l'A6 Allroad, avec des jantes de 18 ou 19 pouces, une grille de calandre chromée, des antibrouillards cerclés et des barres de toit en aluminium (surélevées, alors que celle de l'A4 Avant sont affleurantes).
Le choix de moteurs est le suivant :
- 4 cylindres essence 2.0 TFSI de 211 ch ;
- 4 cylindres diesel 2.0 TDI de 143 ou 170 chevaux ;
- V6 diesel 3.0 TDI de 245 chevaux (disponible en Clean Diesel)

Le choix est proposé entre une boîte automatique robotisée et séquentielle à double embrayage S tronic 7, et une transmission manuelle à six rapports selon les motorisations. Toutes les versions sont Quattro, c'est-à-dire quatre roues motrices permanentes. La transmission Quattro (avec différentiel Torsen) entraîne en permanence les quatre roues avec une répartition de base de 40:60 (essieu avant/arrière).
La différence essentielle avec l'A6 Allroad est l'absence de suspension pneumatique sur l'A4 Allroad, qui conserve des suspensions métalliques classiques, comme le reste de la gamme A4. Elles sont simplement surélevées par rapport à la version normale, ce qui donne à l'A4 Allroad un plus grand confort, sans nuire en aucune manière à la tenue de route. Elle peut cependant recevoir en option une suspension pilotée (en liaison avec l'Audi Drive Select) qui agira sur son comportement, mais pas sur sa hauteur de caisse qui n'est pas variable.
Ce modèle est l’un des premiers véhicules Audi à être équipé du «système de récupération», qui comprend la récupération d’énergie au freinage et un système de démarrage et d’arrêt automatique. Pour soutenir les caractéristiques tout-terrain, l’ESP (correcteur électronique de trajectoire) est équipé d’une "détection tout-terrain", qui s’active lorsqu’il est éteint. Dans ce mode de fonctionnement, l’ESP est influencé de telle manière qu’il intervient plus tardivement et permet ainsi une meilleure progression, notamment sur des surfaces meubles comme le gravier ou la neige.
Deux finitions sont disponibles, Ambiente et Ambition Luxe, en tous points comparables aux finitions de l'A4 Avant.

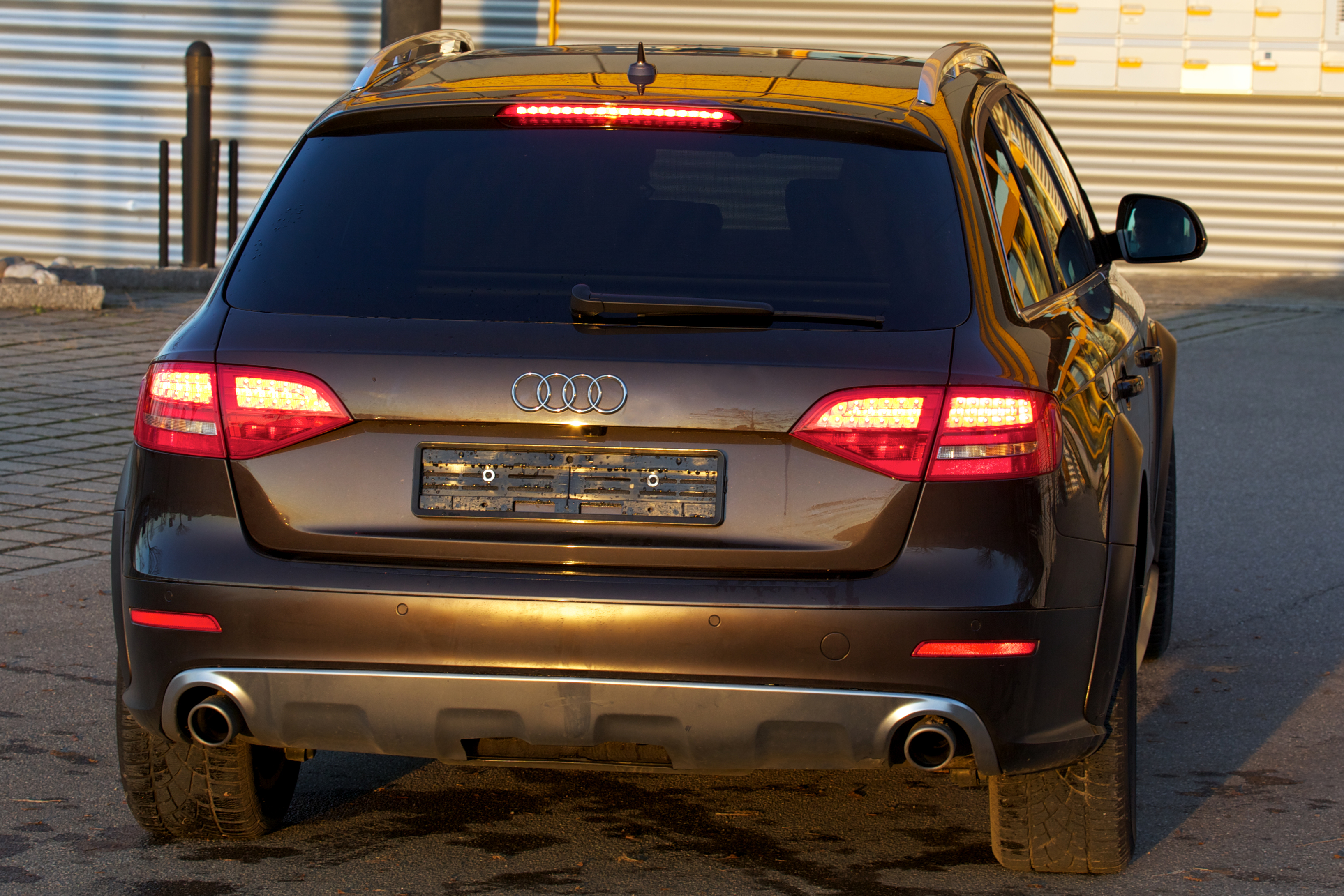
Vue arrière
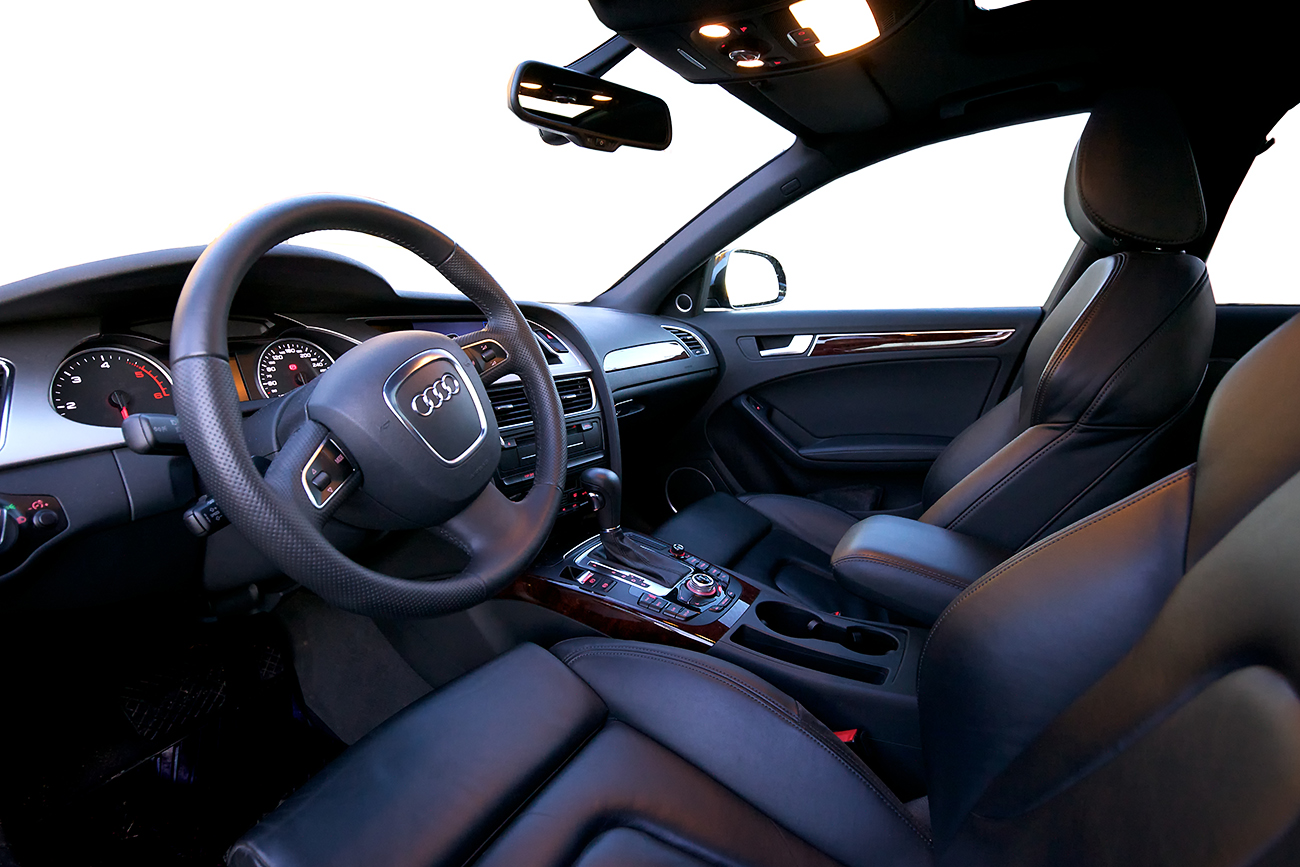
Intérieur
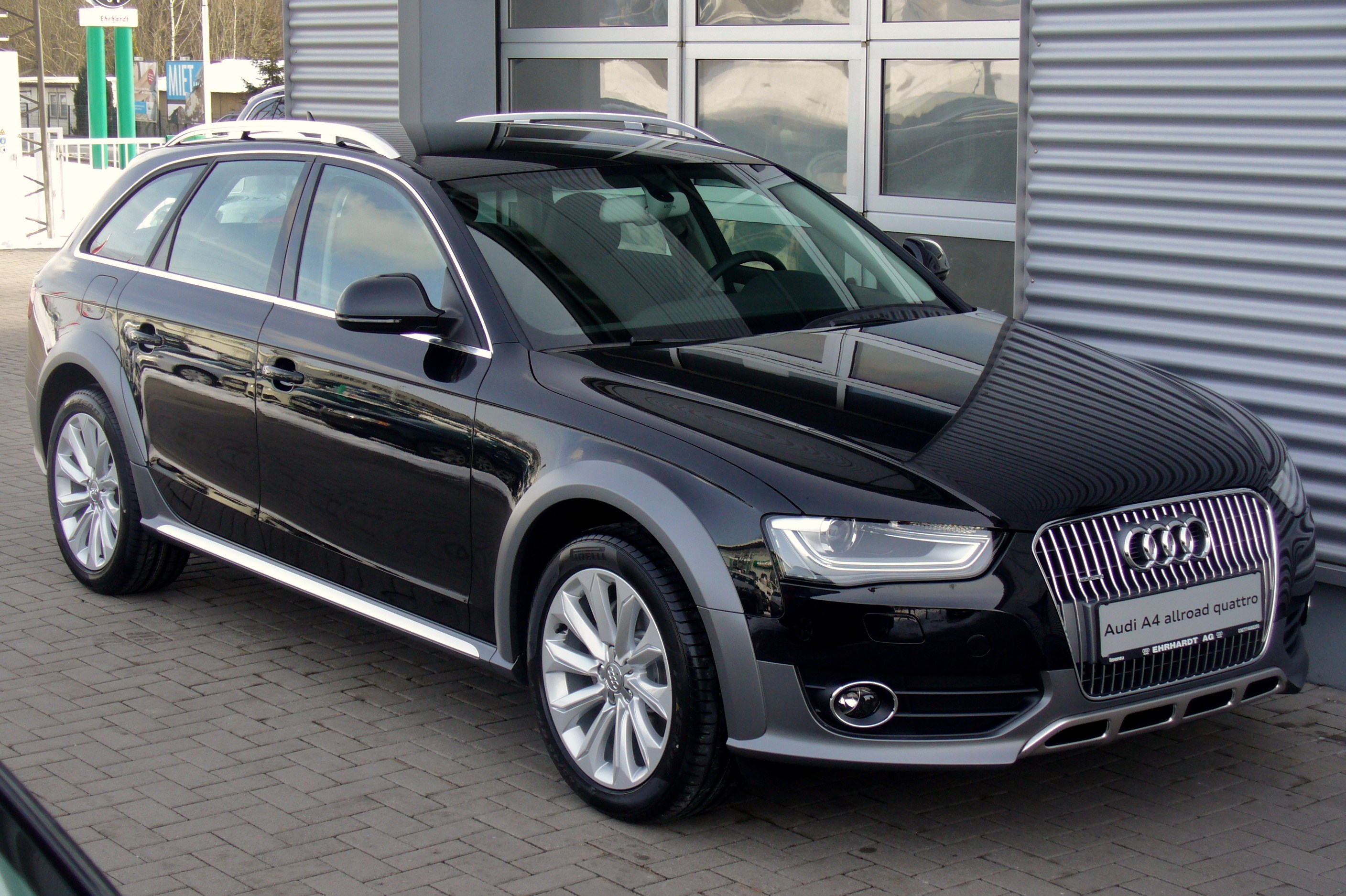
Audi A4 allroad quattro (2011–2016)
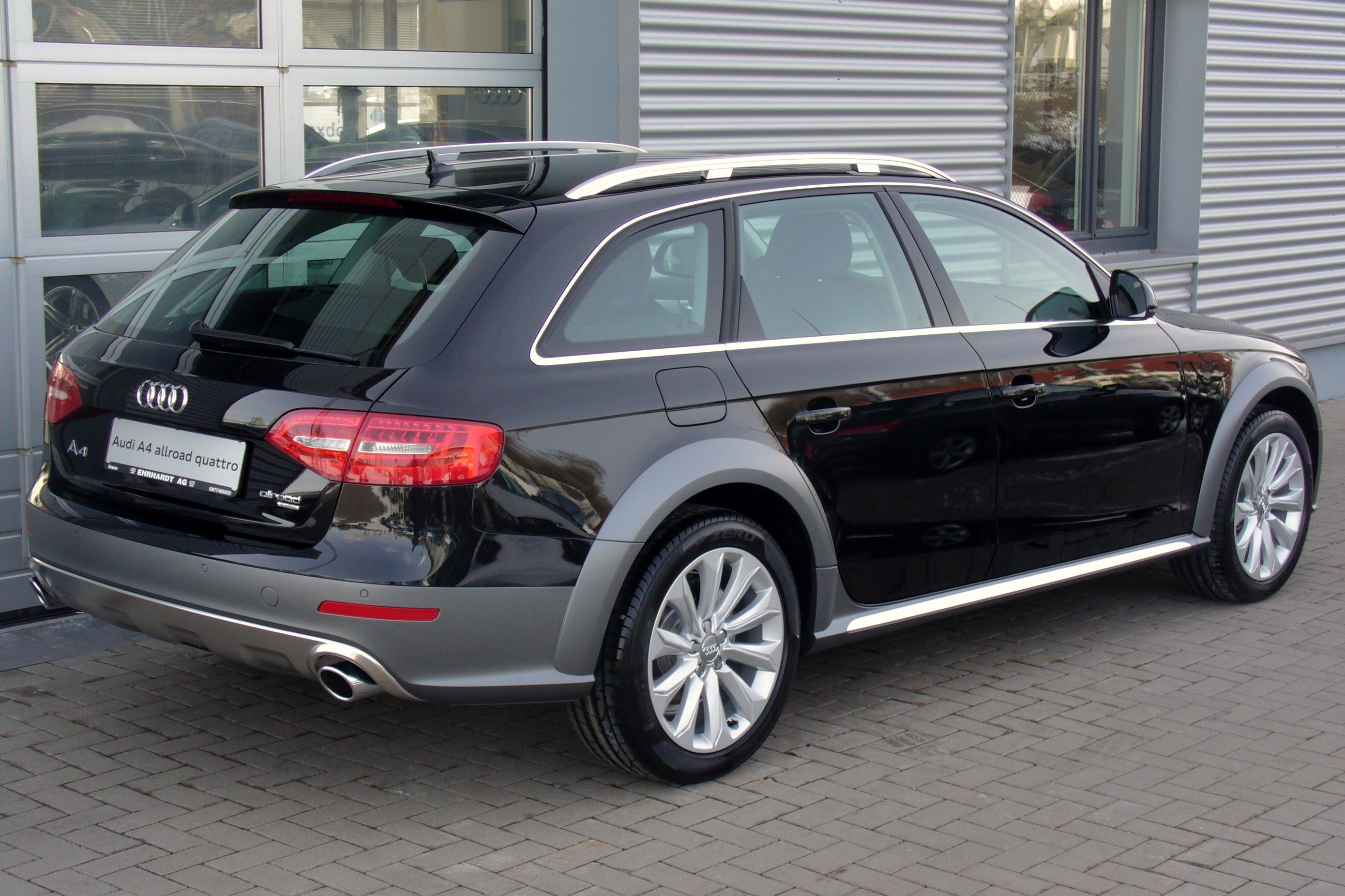
Vue arrière

## A4 B9 allroad quattro (depuis 2016)
Le 23 juillet 2015, les photographes ont surpris un prototype de la prochaine génération d'A4 Allroad sur route.
En 2016, elle est dévoilée au Salon de Détroit avant le Salon international de l'automobile de Genève 2016 pour être commercialisée à l'été. La deuxième génération de l’Audi A4 allroad quattro est basée sur l’actuelle gamme de l’A4, la B9.
Selon la taille des roues, l’A4 allroad quattro a une garde au sol de 24 à 34 mm supérieure à celle du modèle normal. Pour la première fois, un châssis adaptatif est également disponible pour l’allroad quattro, avec lequel la dureté des amortisseurs peut être réglée électroniquement.

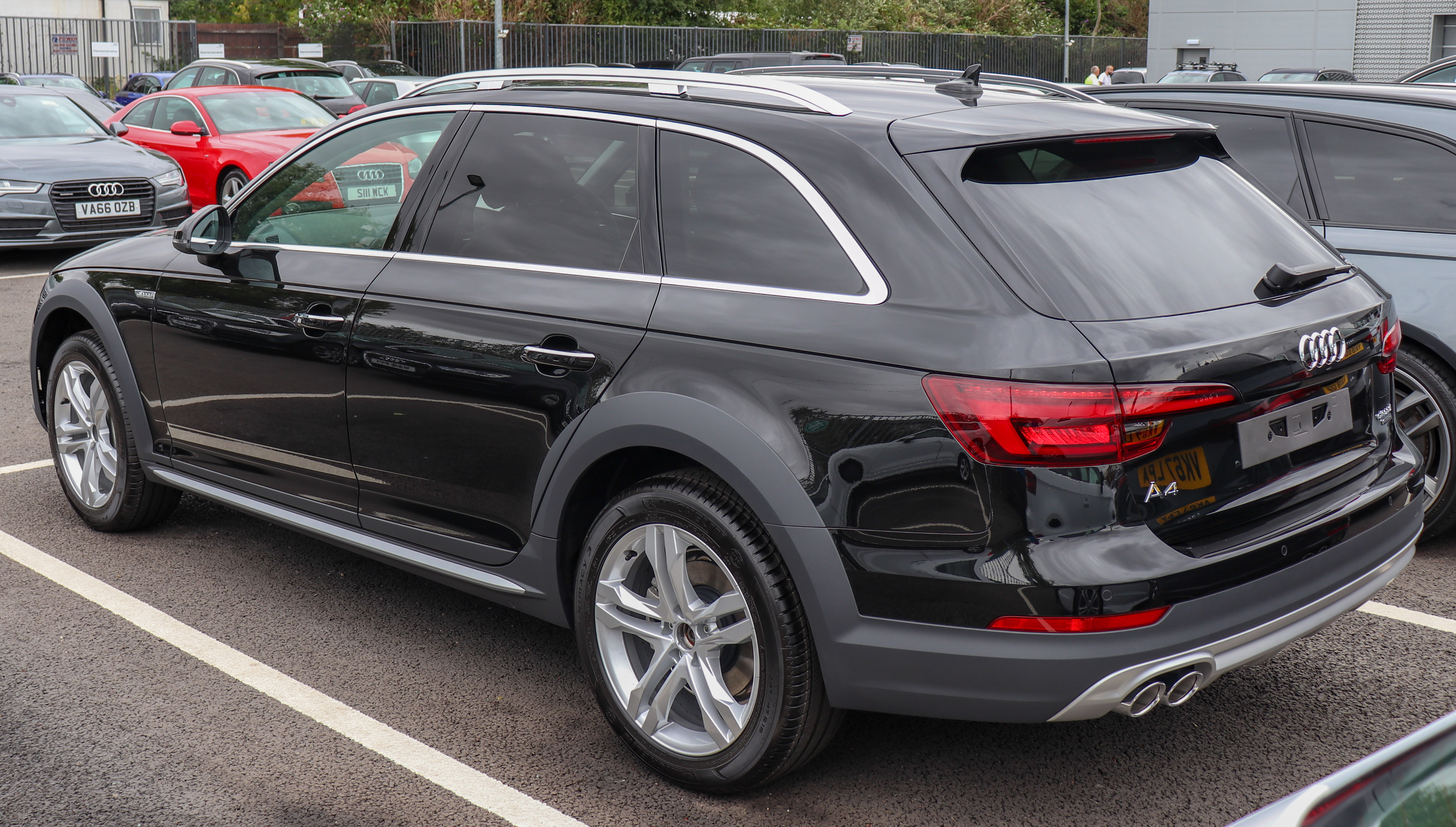
Vue arrière

### Lifting
En 2019, Audi procède au restylage de son A4 Allroad. Elle adopte les mêmes améliorations que la version Avant. Les feux ont été remaniès et l'intérieur reçoit un écran tactile en lieu et place de l'ancien système MMI.

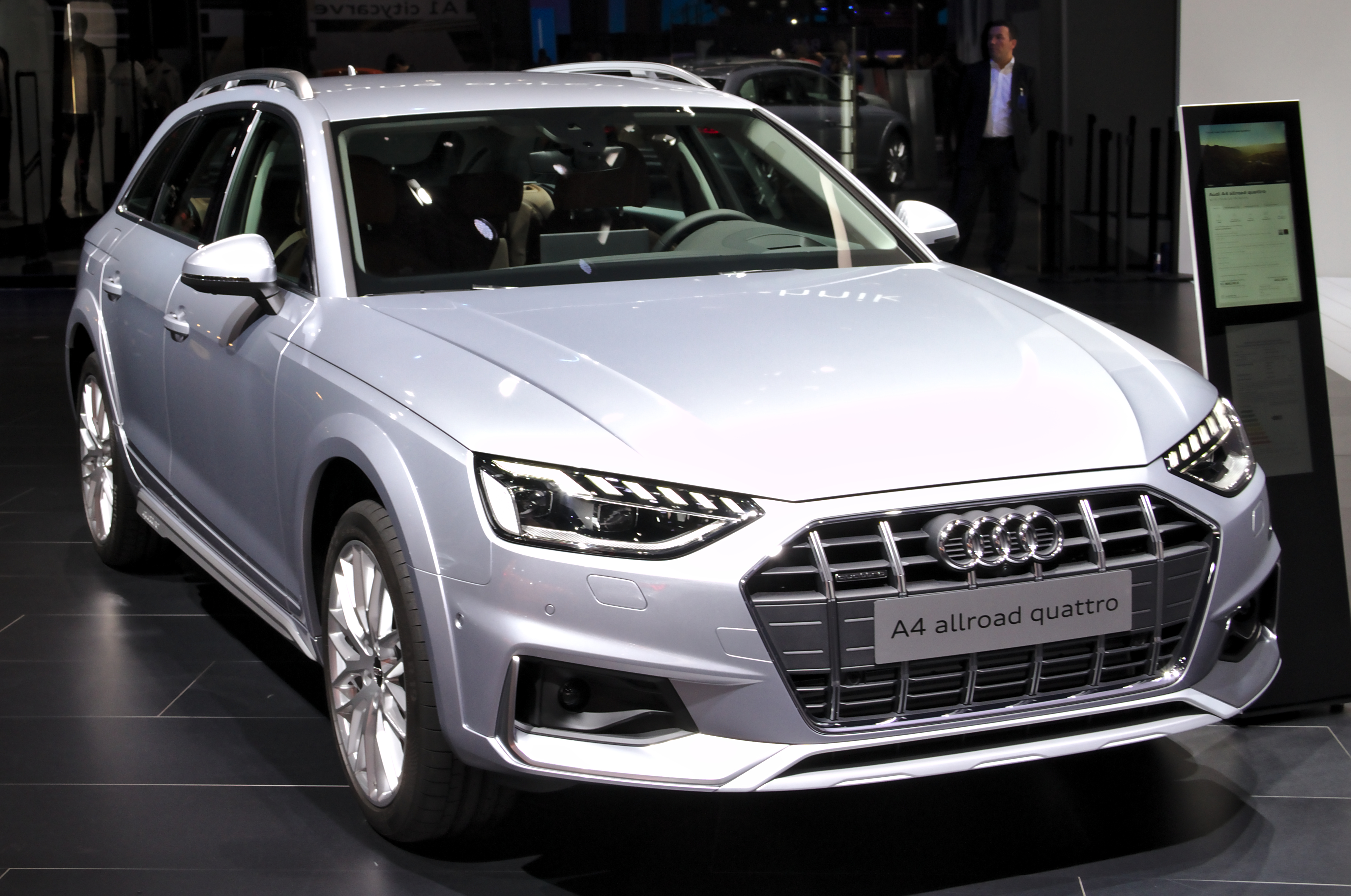
Audi A4 allroad quattro (depuis 2019)
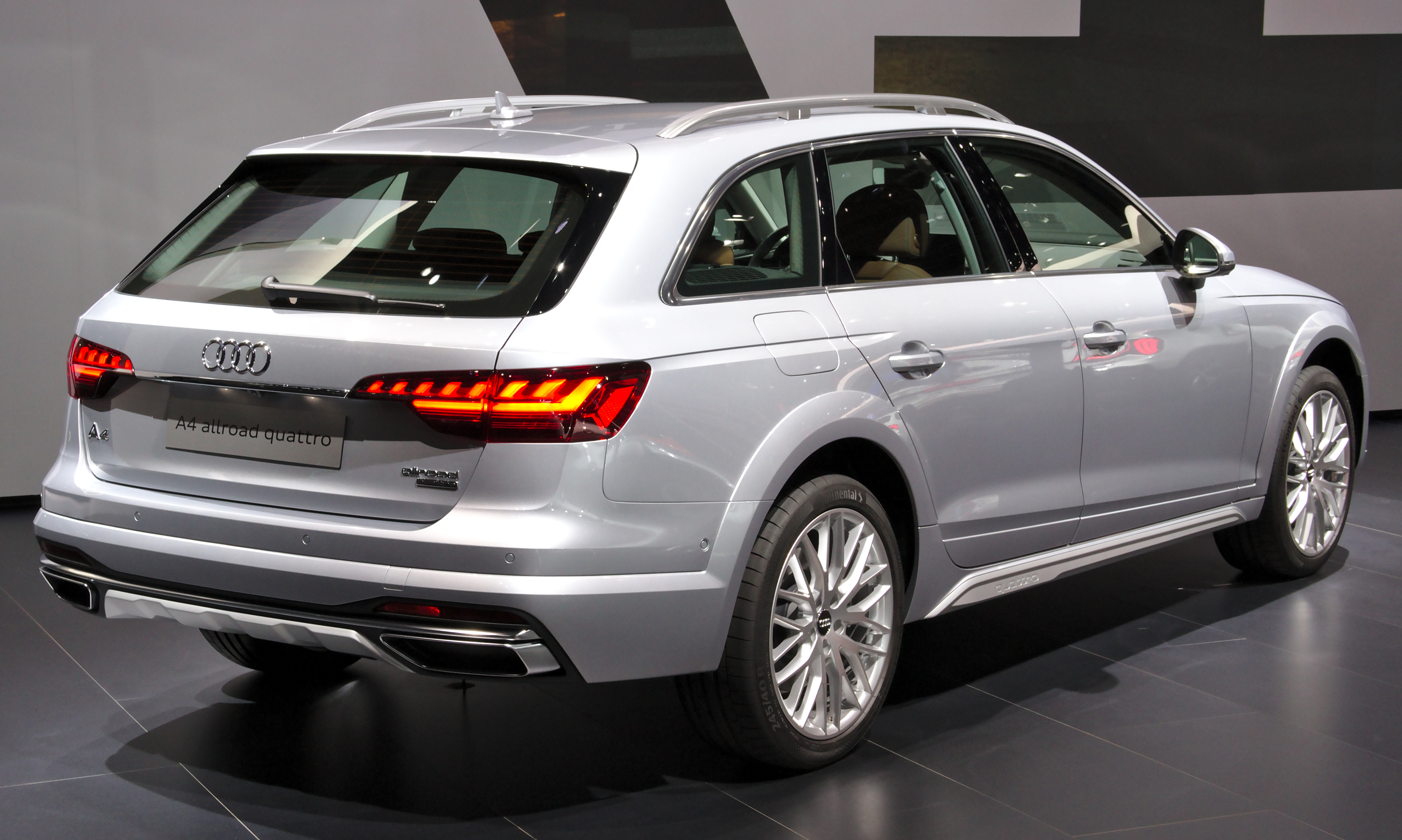
Vue arrière